# Olof Palmes torg

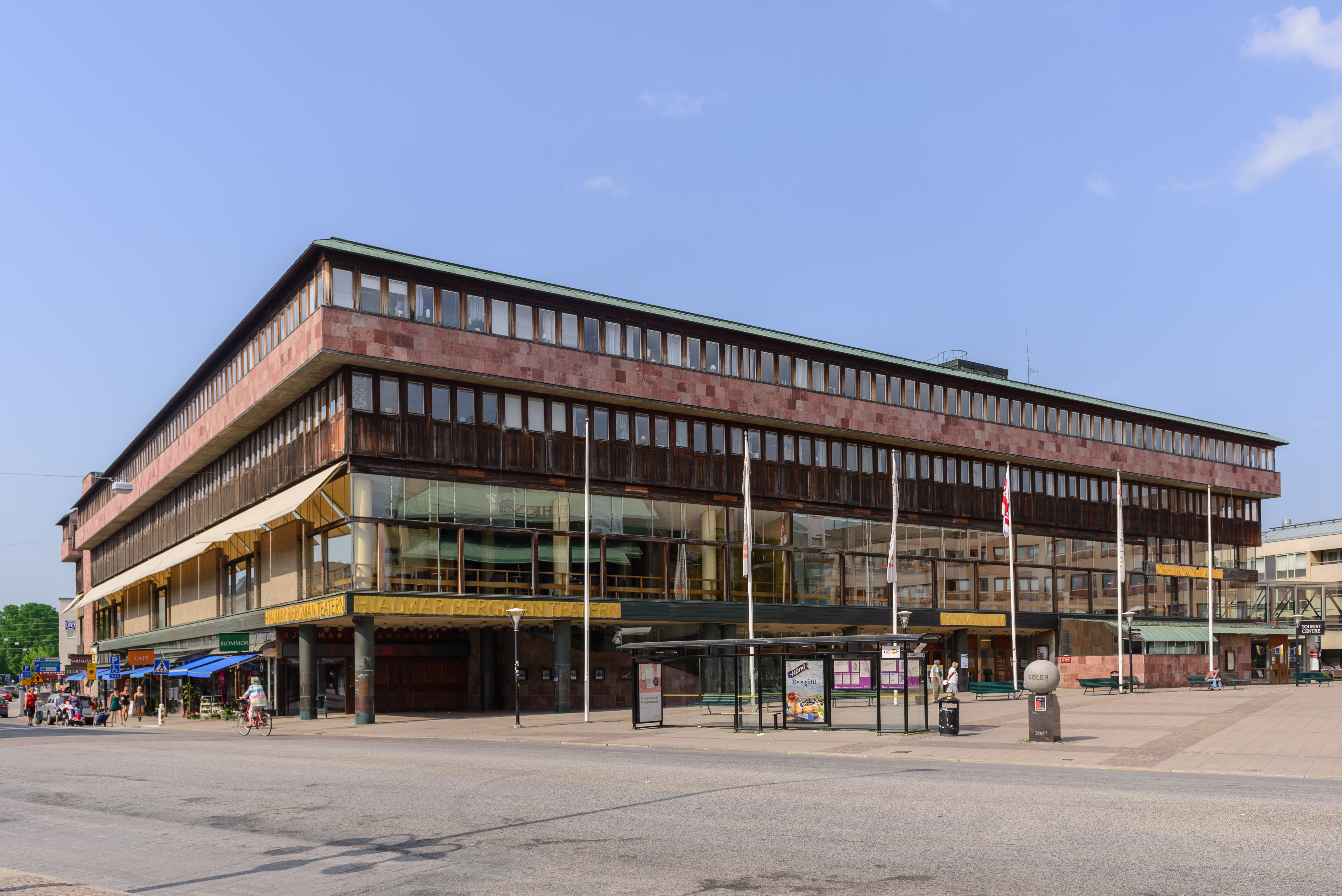
Medborgarhuset, i södra/sydvästra delen av Olof Palmes torg.

Solmonumentet, del av verket Solsystemet i Örebroformat.

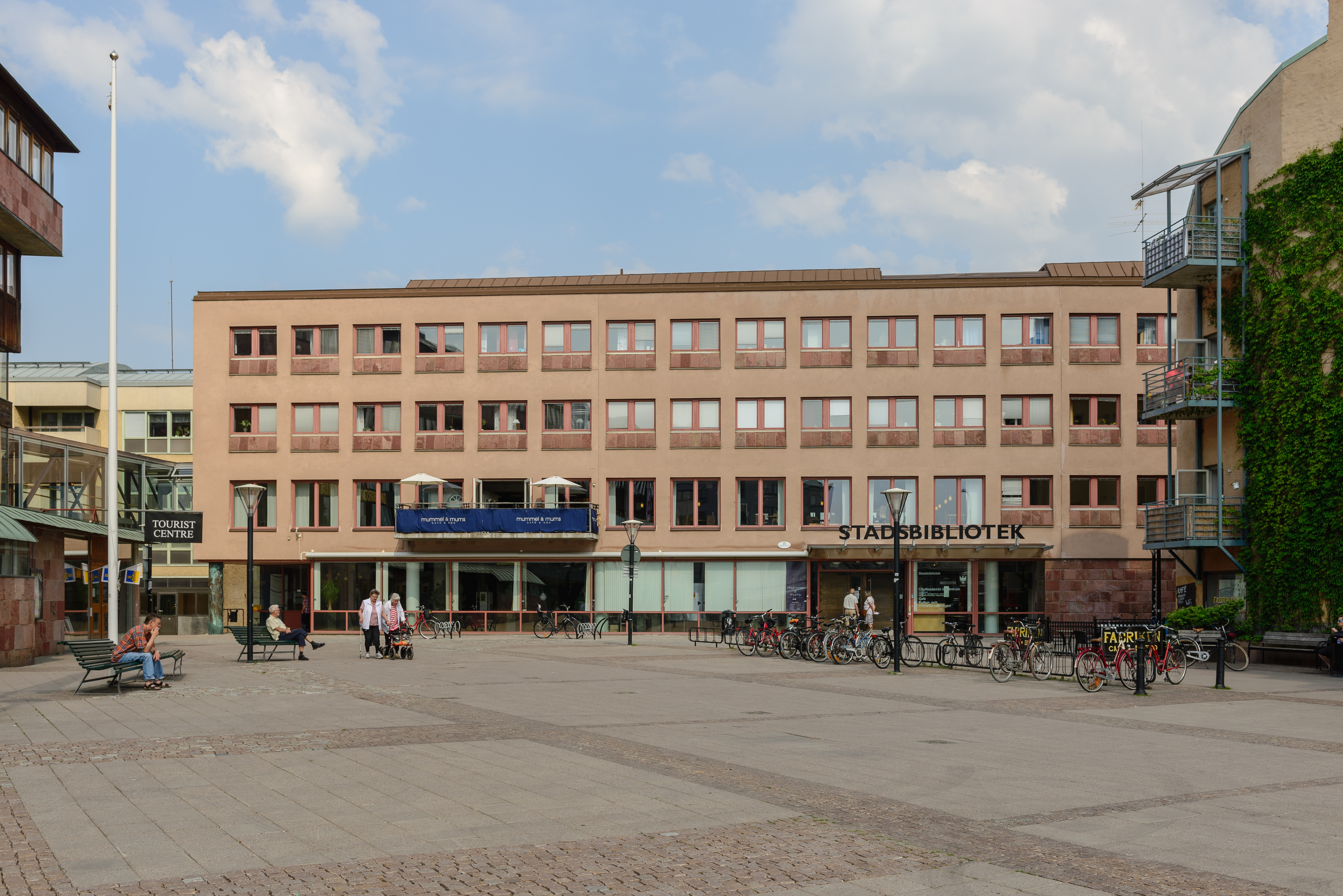
Örebro stadsbibliotek låg här i 40 år från 1981 till 2021.

Olof Palmes torg är ett torg i Örebro, som ligger i södra delen av stadens centrum. Fram till 1987 hette torget Södertorget, men döptes om för att hedra statsminister Olof Palme som mördades i Stockholm året innan. Längs torgets östra sida går Drottninggatan. Den öppna platsen på andra sidan Drottninggatan, söder om köpcentrumet Krämaren, heter Krämartorget.
Torget skapades i samband med uppförandet av Medborgarhuset, som färdigställdes 1965 i samband med Örebros 700-årsjubileum. Medborgarhuset utgör södra begränsningen av torget. I väster ligger f.d. stadsbiblioteket, uppfört 1979–1981.
På Olof Palmes torg finns ett solmonument som utgör startpunkt för Solsystemet i Örebroformat, en modell av planetsystemet som sträcker sig 2,5 km norrut genom centrala Örebro.